# Pjotr Michailowitsch Stefanowski
Pjotr Michailowitsch Stefanowski (russisch Пётр Михайлович Стефановский, wiss. Transliteration Pëtr Michajlovič Stefanovskij; * 2. Januar 1903; † 23. Februar 1976) war ein sowjetischer Testpilot, Generalmajor der Flieger und Held der Sowjetunion.

## Leben
Stefanowski ging 1925 zur Armee und schloss seine Ausbildung zum Piloten 1927 ab. Er wurde Testpilot des wissenschaftlichen Forschungsinstitutes und flog zahlreiche Flugzeugmuster ein, unter anderem die Bomber TB-3, TB-4, TB-7 und Pe-2. Eine seine bemerkenswertesten Leistungen war die Trudelerprobung der Polikarpow I-16.
Im Zweiten Weltkrieg war er zunächst Kommandeur eines Jagdfliegerregiments und wurde dann  stellvertretender Kommandeur des 6. Luftverteidigungskorps bei der Verteidigung Moskaus im Range eines Oberstleutnants. Stefanowski selbst flog dabei im nur aus Testpiloten gebildeten und mit MiG-3 ausgerüsteten 402. Jagdfliegerregiment z. b. V. und schoss vier deutsche Maschinen ab. Er wurde jedoch nach der sich abzeichnenden Abwehr des deutschen Angriffes wieder in die Entwicklung versetzt, ähnlich wie Mark Gallai. Stefanowski testete auch erbeutete deutsche Typen zum Auffinden ihrer Schwachstellen und entwickelte Strategien zu ihrer Bekämpfung.
Nach dem Zweiten Weltkrieg erprobte er die ersten sowjetischen Strahlflugzeuge Jakowlew Jak-15 und Mikojan-Gurewitsch MiG-9 sowie die MiG-15. 1948 wurde er der Leiter der Inspektionsgruppe der fernöstlichen Fliegerkräfte.
1955 verunglückte er mit einer Mil Mi-4 schwer. Nach seiner Genesung arbeitete er als stellvertretender Chefkonstrukteur im OKB Jakowlew.
Insgesamt testete Stefanowski etwa 300 Flugzeug- und Hubschraubertypen.
Er ist Autor des Buches 300 Unbekannte, das 1968 und 1973 auf Russisch erschienen ist.